# A Girl Like That
A Girl Like That er en amerikansk stumfilm fra 1917 af Dell Henderson.

## Medvirkende
- Irene Fenwick som Nell Gordon.
- Owen Moore som Jim Brooks.
- Thomas O'Keefe som Bill Whipple.
- Eddie Sturgis som Joe Dunham.
- Harry Lee som John Gordon.